# Grijsborstparkiet
De grijsborstparkiet (Pyrrhura griseipectus) is een vogel uit de familie Psittacidae (papegaaien van Afrika en de Nieuwe Wereld). Het is een ernstig bedreigde diersoort die alleen nog voorkomt op twee locaties in noordoostelijk Brazilië.

## Herkenning
De vogel is gemiddeld 23 cm lang en overwegend groen gekleurd. De vleugels zijn blauw, op de stuit, staart, buik en schouder is deze parkiet roodbruin. De borst is grijs met wit geschulpte veerranden, de kruin is ook grijs en verder is er op de kop rond het oog een grote bruine vlek, en schuin daaronder een ronde witte vlek. De soort lijkt sterk op de nauw verwante witoorparkiet (P. leucotis), Pfrimers parkiet (P. pfrimeri) en bonte parkiet (P. picta).

## Verspreiding en leefgebied
Deze soort is endemisch in noordoostelijk Brazilië. Rond 2006 waren er nog maar twee gebieden waar de soort nog voorkomt: de Serra do Baturité en Quixadá in de deelstaat Ceará. De vogel komt voor in stukken relatief vochtig bos in berggebied boven de 500 m boven de zeespiegel. Deze op graniet of zandsteen gelegen bossen vangen meer dan viermaal zoveel regen als het omringende laagland.

## Status
De grijsborstparkiet heeft een zeer klein verspreidingsgebied en daardoor is de kans op uitsterven groot. De grootte van de wereldpopulatie werd in 2016 geschat op 250-1000 volwassen vogels. Het leefgebied wordt bedreigd door de uitbreiding van koffieplantages, maar vooral ook door illegale vangst voor de kooivogelhandel. Om deze redenen staat deze parkiet als bedreigd op de Rode Lijst van de IUCN.
Er gelden beperkingen voor de handel in deze parkiet, want de soort staat in de Bijlage II van het CITES-verdrag.